# Jan Chrzciciel Niemirowicz-Szczytt
Jan Chrzciciel Feliks Niemirowicz-Szczytt (Szczytt-Niemirowicz / Szczytt / Szczyt) herbu Jastrzębiec (ur. 21 lutego 1789 Tabołki – 7 czerwca 1865 tamże) – ksiądz, administrator archidiecezji mohylewskiej, zesłaniec
Urodzony w majątku rodzinnym Tabołki guberni witebskiej. Najmłodszy syn szambelana królewskiego i marszałka drysińskiego Feliksa (1764-1793). Wnuk pisarza skarbowego połockiego Justyniana Niemirowicza-Szczytta (1740-1824).
Miał dwóch braci: Michała (1786-1824), podkomorzego drysińskiego, który wstąpił w Rzymie do zakonu jezuitów i zmarł w opinii świętości, oraz Józefa (1787-1861), dziedzica Tabołek, ożenionego z Marią Rudominą-Dusiatską.

## Młodość
Wcześnie osierocony był wychowywany wraz z rodzeństwem przez siostrę ojca – Józefę ks. Świrską, która po śmierci męża wstąpiła do zakonu wizytek w Wilnie. Odebrał staranne wykształcenie domowe. Biegle władał sześcioma językami: rosyjskim, francuskim, niemieckim, włoskim, greckim i łacińskim. W młodości brał aktywny udział w życiu publicznym. Po zakończeniu wojen napoleońskich wyruszył w podroż po Europie. W 1818 rozpoczął studia na Academia Pontificia dei Nobili Ecclesiastici, gdzie poznał ks. Cappellariego, późniejszego papieża Grzegorza XVI. Za namową francuskiego filozofa Josepha de Maistre zdecydował się wstąpić do stanu duchownego, a w 1820 otrzymał święcenia kapłańskie. Podjął naukę na rzymskim uniwersytecie La Sapienza, gdzie w 1822 został doktorem św. teologii i filozofii.

## Posługa duszpasterska w Rosji
W 1822 powrócił do rodzinnych Tabołek, gdzie objął probostwo. W 1825 został proboszczem w Mohylewie, asesorem kolegialnym w Konsystorzu Mohylewskim oraz kanonikiem kapituły kijowskiej. W 1827 odszedł z Konsystorza Mohylewskiego, zostając asesorem rzymskokatolickiego Kolegium Duchownego w Petersburgu. W 1828 otrzymał tytuł prałata kustosza kapituły archidiecezji mohylewskiej i został wizytatorem kościołów w Noworosji.
W 1829 został powołany na generalnego wizytatora archikatedry, kapituły, konsystorza i seminarium mohylewskiego oraz administratora archidiecezji mohylewskiej. W tym czasie bezskutecznie arcybiskup i metropolita wszystkich kościołów rzym.-kat. w Cesarstwie Rosyjskim Kacper Kazimierz Cieciszowski starał się o objęcie przez niego urzędu biskupa sufragana, a później biskupa koadiutora metropolity. Po śmierci Cieciszowskiego w 1831 papież Grzegorz XVI naciskał na władze rosyjskie na mianowanie ks. Niemirowicza-Szczytta metropolitą mohylewskim. W tym celu został on wezwany do Petersburga, gdzie spędził kolejne dwa lata. W czasie rozmowy z carem Mikołajem I stwierdził, że duchowni katoliccy nie mogą odmawiać unitom posługi duszpasterskiej. Zdecydowany sprzeciw ks. Niemirowicza-Szczytta wobec forsowanego przez władze rosyjskie przejścia unitów na prawosławie, spowodował jego odsunięcie i, mimo braku oficjalnej decyzji cara, zesłanie.

## Zesłanie
W 1833 wobec nieprzychylności władz rosyjskich został usunięty z urzędu administratora archidiecezji mohylewskiej i probostwa w Mohylewie. W tym samym roku został mianowany proboszczem w Odessie, a na specjalne życzenie cara Mikołaja I – wizytatorem kościołów w Moskwie i Noworosji. Po wizytacji miał udać się do Saratowa i oczekiwać dalszych decyzji ministra spraw wewnętrznych, które nigdy nie nadeszły. Było to równoznaczne zesłaniu, choć nie pozbawiono go oficjalnie godności kościelnych, a później pensji emerytalnej. Zamieszkał przy tamtejszym kościele. Znacznie przyczynił się do jego przebudowy i uposażenia, przeznaczając na te własne zasoby finansowe. Wspierał i utrzymywał kontakty z polskimi zesłańcami, m.in. z przebywającą w latach 1841-44 w Saratowie Ewą Felińską. Po śmierci Mikołaja I w 1855 wystąpił z prośbą do nowego cara Aleksandra II o zgodę na spędzenie ostatnich lat życia w rodzinnym majątku. Otrzymał ją dopiero 3 lata później, w 1857, po 24 latach zesłania.

## Powrót do Tabołek
Do rodzinnych Tabołek powrócił jako emeryt w 1857, gdzie spędził swoje ostatnie lata pod nadzorem policyjnym. Zmarł w Tabołkach w 1865. Został pochowany obok rodziców w kościele Dominikanów w Wołyńcach (Zabiałach).